# Hôtellerie de la Sirène
L'hôtellerie de la Sirène est un monument situé au Mont-Saint-Michel, en France.

## Localisation
Le monument est situé dans le département français de la Manche, sur la commune du Mont-Saint-Michel, côté ouest de la Grande Rue, à mi-chemin entre l'entrée et l'église Saint-Pierre.

## Historique
Sans doute construite au XVe siècle, la façade à pans de bois comporte deux étages à encorbellement.
Au XXIe siècle, l'étage du bâtiment est occupé par une crêperie et le rez-de-chaussée par un magasin de divers articles.

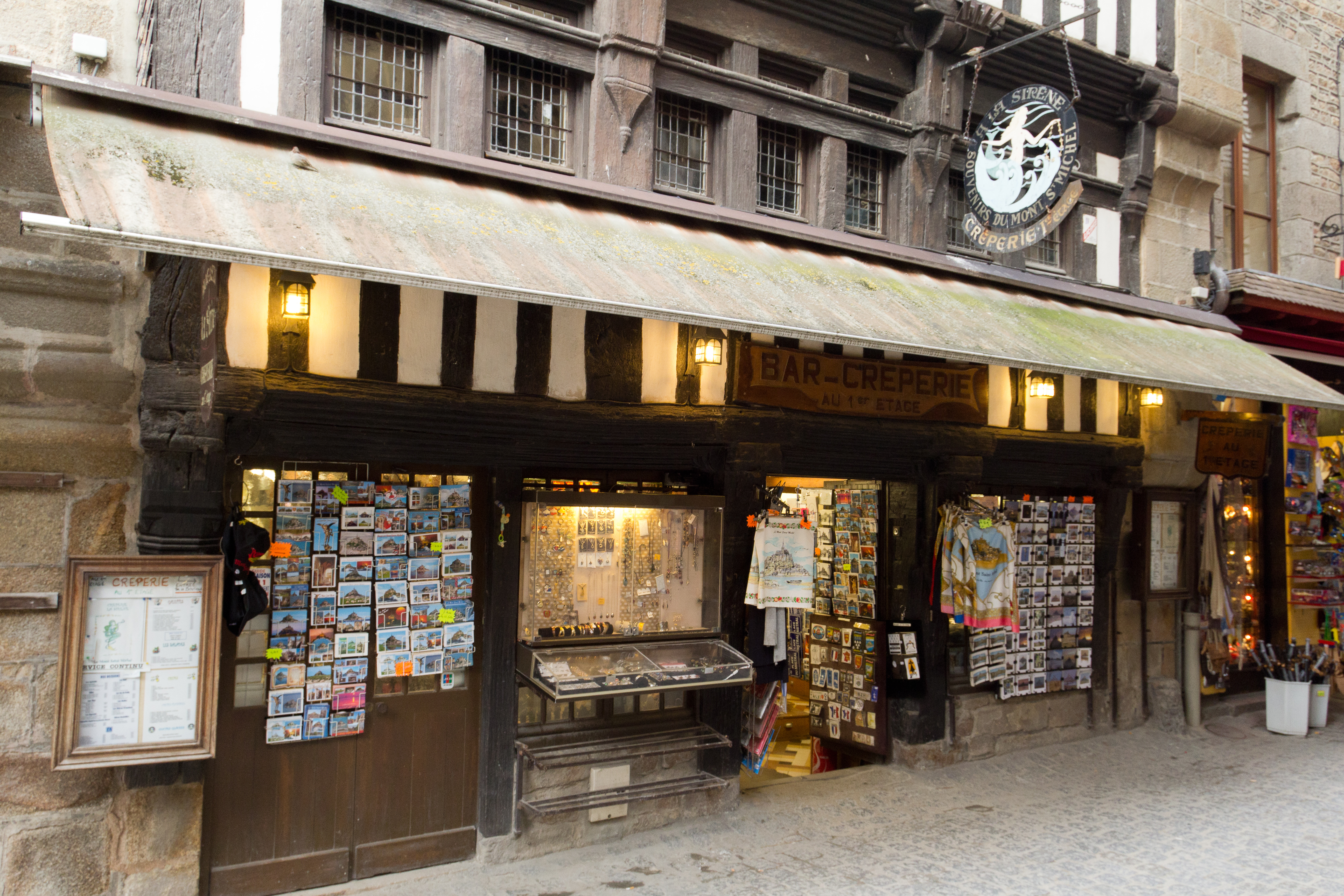
Le rez-de-chaussée.

## Architecture
Les façades et les toitures sont classées au titre des monuments historiques depuis le 28 février 1936.